# 长龙镇 (连江县)
长龙镇是福建省福州市连江县下辖的一个镇，位于连江县东北部山区，面积73平方公里。鎮政府駐地為建莊村。下辖7个行政村，其中畲族行政村3个。

## 行政区划
现辖：
下洋村、建庄村、丘祠村、岚下村、苏山村、洪峰村、真茹村和长龙华侨农场。

## 外部连结
- 行政区划网-连江 （页面存档备份，存于）